# Mingorría (kommunhuvudort)
Mingorría är en kommunhuvudort i Spanien.   Den ligger i provinsen Provincia de Ávila och regionen Kastilien och Leon, i den centrala delen av landet, 90 km väster om huvudstaden Madrid. Mingorría ligger 1 037 meter över havet och antalet invånare är 465.
Terrängen runt Mingorría är platt österut, men västerut är den kuperad. Terrängen runt Mingorría sluttar norrut. Runt Mingorría är det ganska tätbefolkat, med 80 invånare per kvadratkilometer. Närmaste större samhälle är Ávila, 10,9 km söder om Mingorría. Trakten runt Mingorría består till största delen av jordbruksmark.